# کلین‌دیک
کلین‌دیک (به هلندی: Klijndijk) یک منطقهٔ مسکونی در هلند است که در بورخر-ادورن واقع شده‌است. کلین‌دیک ۸۱۳ نفر جمعیت دارد.